# کیمیکو گلن
کیمیکو گلن (انگلیسی: Kimiko Glenn؛ زادهٔ ۲۷ ژوئن ۱۹۸۹) بازیگر اهل ایالات متحده آمریکا است. وی از سال ۲۰۰۸ میلادی تاکنون مشغول فعالیت بوده‌است.
وی دانش‌آموختهٔ دبیرستان هنرهای نمایشی اورنج کانتی در جنوب کالیفرنیاست.
از فیلم‌ها یا مجموعه‌های تلویزیونی که وی در آن‌ها نقش داشته است می‌توان به نارنجی مد جدید است، نظم و قانون: واحد قربانیان ویژه و نرو اشاره نمود.